# Reborn (岡村孝子のアルバム)
『Reborn』（リボーン）は、岡村孝子通算12枚目のオリジナル・アルバム。2000年8月23日発売。発売元はeast west japan。

## 解説
私生活での結婚・出産を経て発売された、4年半ぶりのアルバム。ブランクはあったが、オリコン週間アルバムヒットチャートではベストテン入りを果たした。
収録曲「永遠の木もれ陽」が27枚目のシングルとして本アルバムと同時発売された。
当楽曲は、フジテレビ系バラエティ『ウチくる!?』のエンディング・テーマ。カップリング曲も同じく収録曲「白い夏 （Version 2000）」で、1988年7月1日に発売された4枚目のアルバム『SOLEIL』（初のアルバム1位獲得作品）において発表された同名楽曲のセルフカヴァー。1997年5月20日発売の26枚目のシングル「明日の幸せ」がアルバム・ヴァージョンで初収録された。当楽曲はカルピスのコマーシャルソング。
本アルバムのコンサートツアーは開催されなかった。
上記「白い夏」を含め、全9曲中3曲が過去の作品のリメイク。歌詞カードには、セルフライナーノーツが掲載された。過去、セレクション・アルバムにおいてライナーノーツが掲載されたことがあったが、オリジナル作品では初の試みとなっている。

## 収録曲
全作詞・作曲: 岡村孝子
全編曲:萩田光雄（except #2：海老原真二）
1. Answer（5:50）
2. 永遠の木もれ陽（4:56）
  - 26枚目シングル 、フジテレビ系『ウチくる!?』エンディング・テーマ。
3. 明日の幸せ（Version 2000）（4:24）
  - 25枚目シングル、カルピスCMソング。
4. 心のユートピア （4:56）
5. 白い夏（Version 2000）（4:33）
6. 砂塵にまぎれて（5:24）
7. 山あり 谷あり（Version 2000）（4:58）
  - 20枚目シングルのセルフカヴァー。
  - オリジナル版はフジテレビ系ドラマ『福井さんちの遺産相続』主題歌。
8. Reborn（5:38）
9. Dearest Honey（4:45）
  - 母性愛を歌った、新境地の楽曲。

## 関連作品
- Answer
  - After Tone IV
- 永遠の木もれ陽
  - After Tone IV
  - DO MY BEST
- 白い夏[2]
  - SOLEIL
  - Ballade
  - 夢をあきらめないで（アルバム）
- 砂塵にまぎれて
  - After Tone IV
- 山あり 谷あり[2]
  - SWEET HEARTS
  - HISTOIRE
  - DO MY BEST
  - TOY BOX
- Dearest Honey
  - After Tone IV